# Алжирская кухня

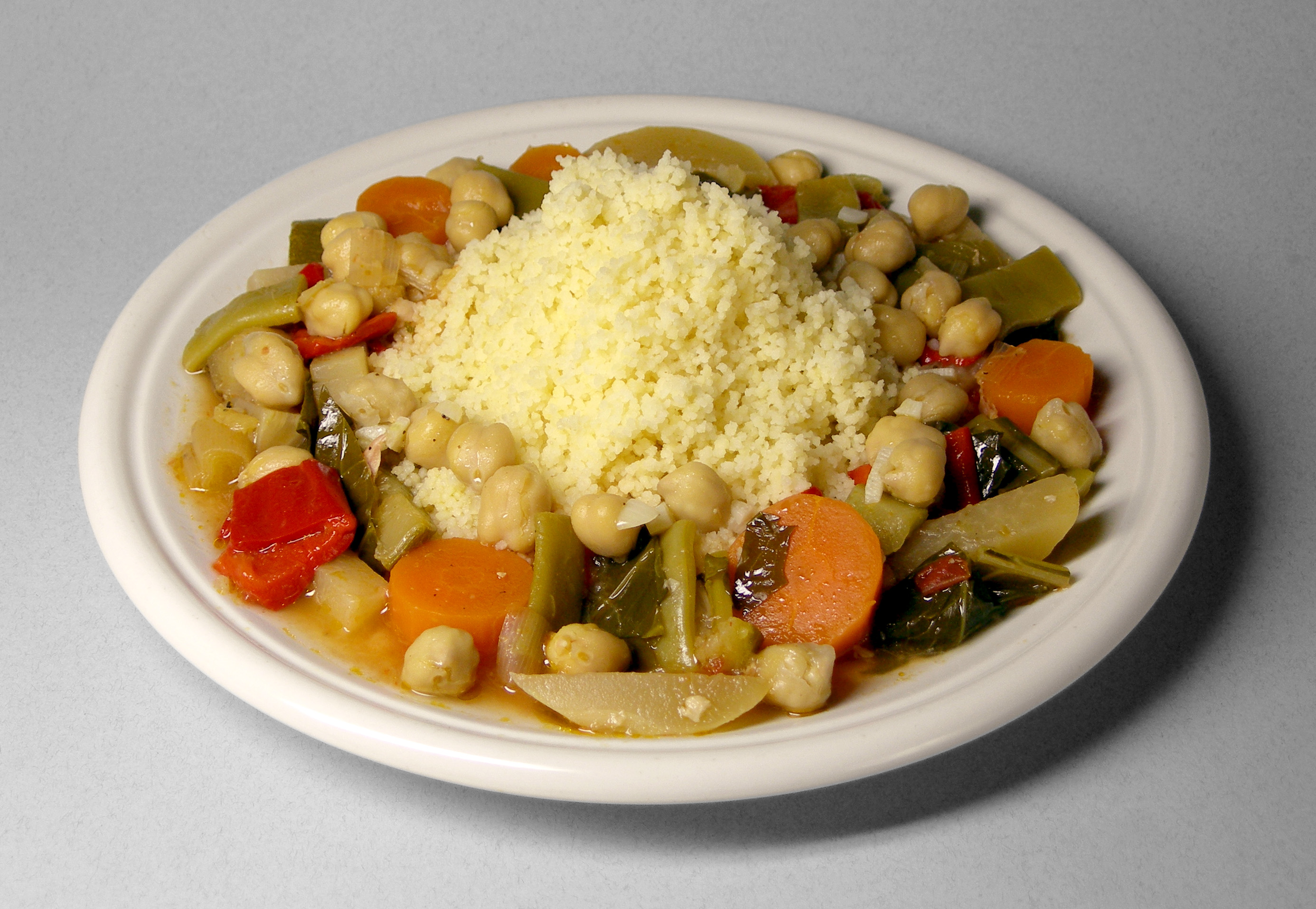
Кускус с нутом и овощами — распространённое алжирское блюдо

Алжирская кухня (араб. مطبخ جزائري‎, бербер. ⵜⴰⴽⵓⵣⵉⵏⵜ ⵏ ⴷⵣⴰⵢⴻⵔ) — кулинарные традиции Алжира и населяющих его народов (арабов, берберов и европейцев, преимущественно средиземноморской). Алжирская кухня похожа на кухни других стран Северной Африки, в особенности других стран Магриба.

## Основные сведения
Алжир — мусульманская страна, что повлияло на её кухню (мусульманам запрещено употреблять алкоголь и есть свинину, также они постятся в месяц Рамадан). Большинство населения проживает в прибрежной зоне у подножия гор Телль-Атлас, остальная территория страны занята пустыней Сахарой, где обитает небольшое количество кочевников — их кулинарные традиции также вошли в общеалжирскую кухню. Климат Алжира подходит для овцеводства и выращивания злаков (пшеницы, ячменя) и картофеля, хотя общее количество плодородной земли невелико. В оазисах выращивают финики, абрикосы, апельсины, оливки, лук, помидоры и кабачки.

## Наиболее распространённые продукты
Основу рациона алжирцев составляют зерновые (кускус, хлеб, макароны) и овощи (цукини, морковь, баклажаны, артишоки, бамия, турнепс, кабачки, шпинат, помидоры, перец). Помидоры широко используются в различных блюдах, добавляя им цвет, кислоту и сладость, также в алжирские блюда кладут много сладкого перца и картофеля. Перец и томаты также жарят на углях и начиняют рисом с бараниной, консервируют (солят, маринуют и засахаривают). В сезон доступны фрукты — дыни, арбузы, виноград, яблоки, мандарины, лимоны, кумкват, бананы, айва, их засушивают и консервируют с сахаром. Из мяса алжирцы в основном употребляют баранину, её жарят на решётке или на шампурах, либо запекают в таджине, из зерновых готовят лепёшки и кускус. Другой источник белка — курятина и куриные яйца. Также едят чечевицу и нут. Французское колониальное владычество оставило в алжирской кухне свой след: в больших городах популярны багеты. Хлеб используют как столовый прибор, зачерпывая им соусы и подливки.
Несмотря на протяжённую береговую линию, в Алжире мало распространены морепродукты и рыба; если же они и попадают на стол, то это сардины, анчоусы, кальмары, креветки и моллюски. Молочная промышленность также недостаточно развита, Алжир импортирует много молока и молокопродуктов: алжирцы пьют его в сыром виде, употребляют йогурты, кефир, мягкие сыры.

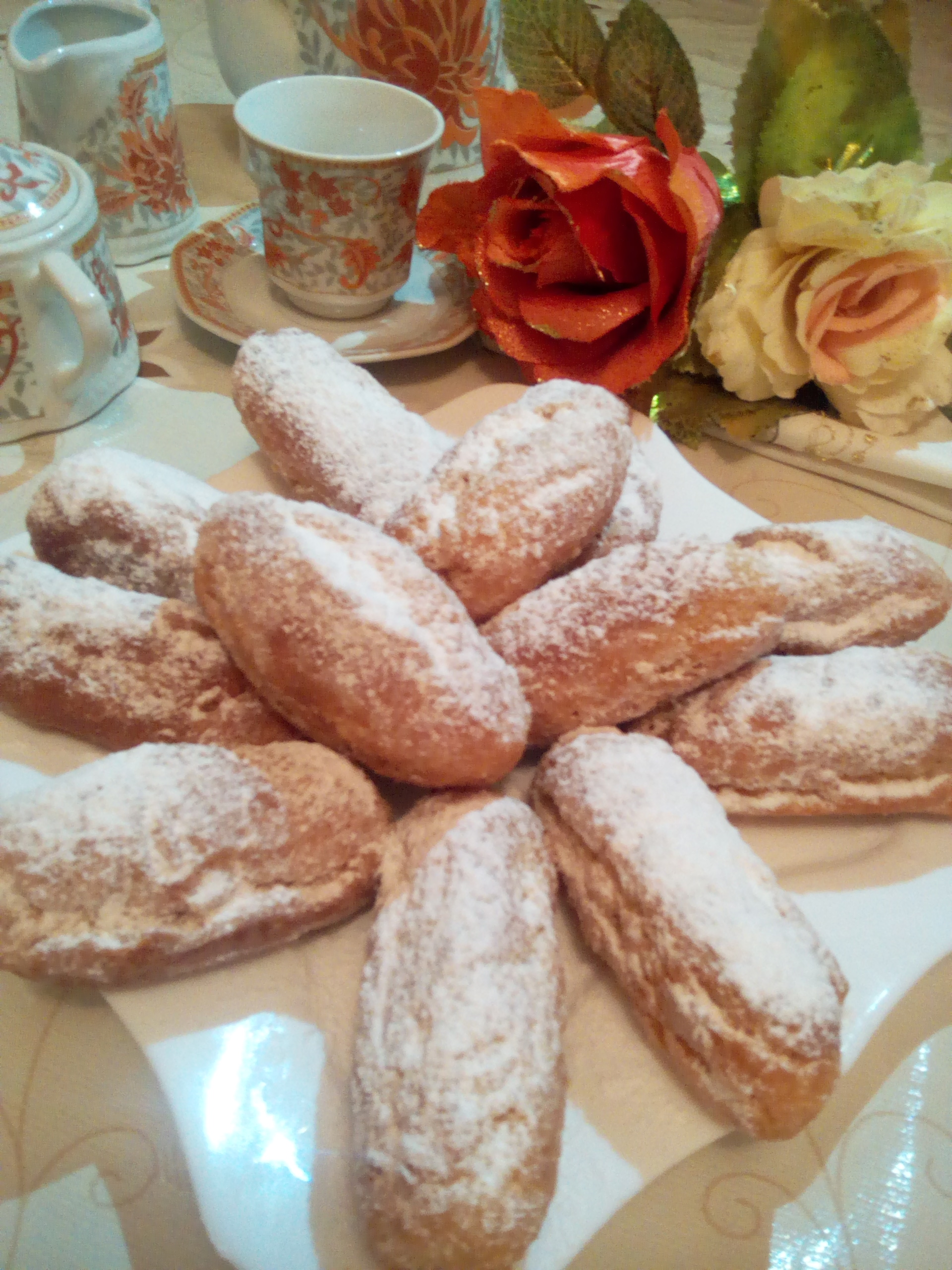
Алжирский хлеб
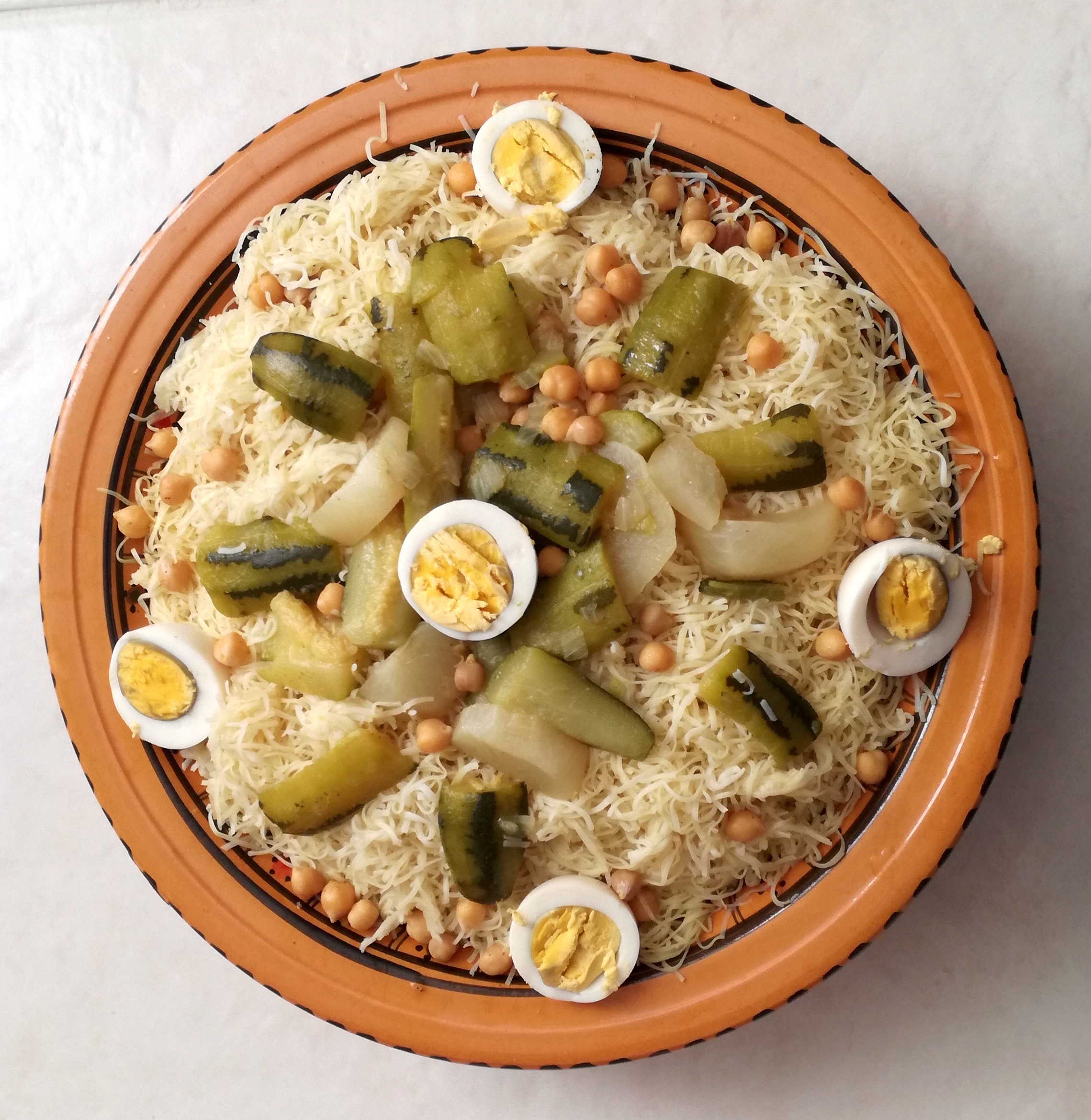
Алжирское и тунисское блюдо «решта» из лапши

## Популярные блюда

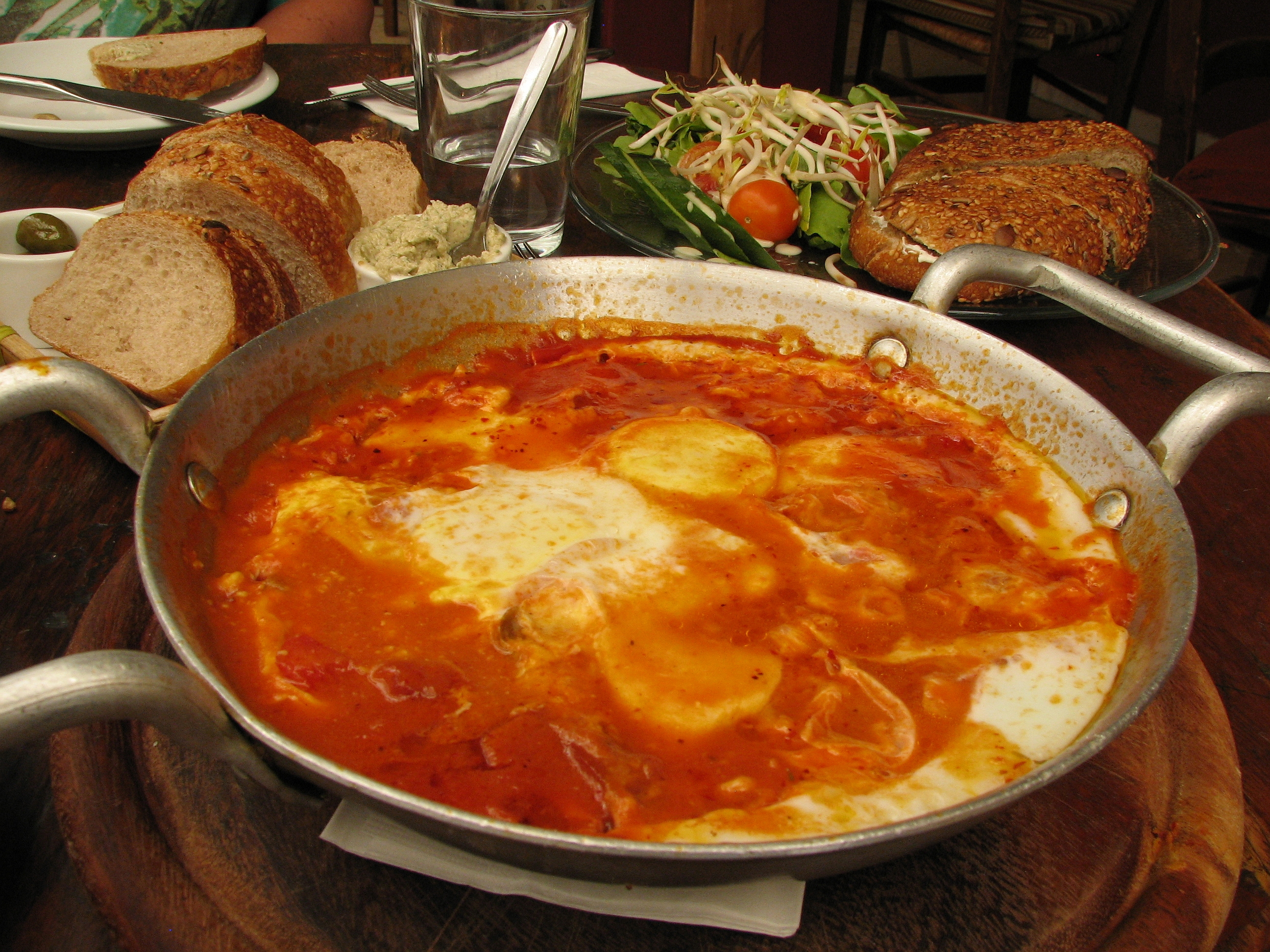
Шакшука

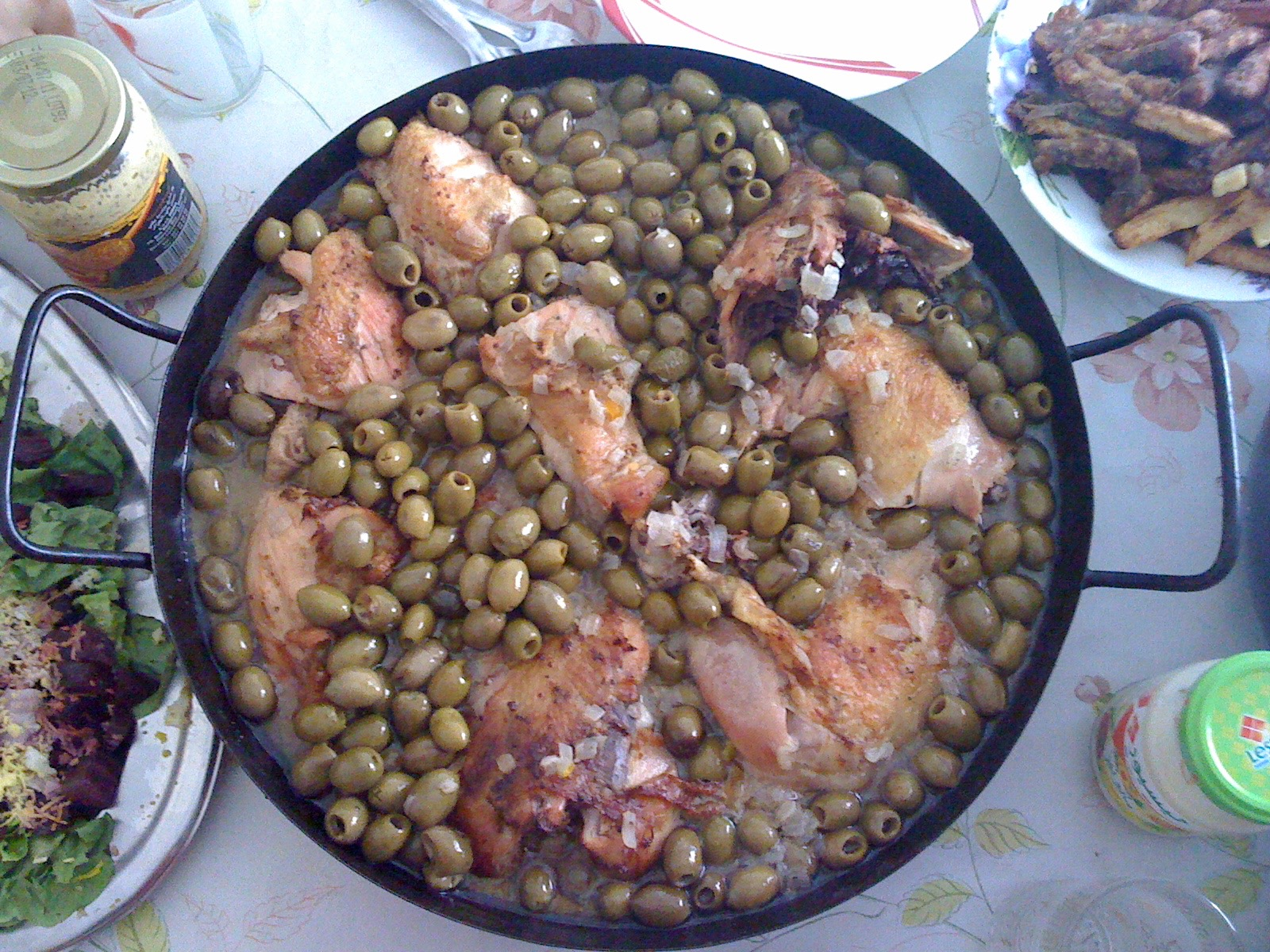
Мясо, которое тушилось в таджине с оливками

Кулинарные традиции разнятся от региона к региону, аналогично итальянским. Так у границы с Тунисом блюда острые и пряные, на завтрак часто едят яйца, варёные в остром томатном соусе с нутом; на обед — пиццу, завезённую итальянскими иммигрантами; на ужин — кускус с морепродуктами и томатным соусом. Десерты восточного Алжира часто имеют в составе мёд и финики.
В портовом Оране, который несколько раз переходил под испанское владычество, на завтрак готовят шакшуку, яичницу-болтушку со сладким перцем и луком, пришедшую из турецкой кухни; обедают овощной кокой или пиццей с оливками, перцем и помидорами; на ужин часто подают рис с овощами и курицей, либо морепродуктами; обычный десерт для этого места — пахлава с орехами, политая апельсиновым сиропом, и кофе с кардамоном. В кухне Западного Алжира преобладают сладковатые соусы-велуте. Центральная часть Алжира известна соусами с мукой и десертами из манной крупы с миндалём.
Общим для алжирцев всех классов и регионов можно назвать использование таджина, однако конкретные методики изготовления блюд в нём отличаются: иногда ингредиенты закладывают в него слоями, иногда перемешивают; подливка может быть как жидкой, так и густой, и так далее. В целом алжирская кулинария требует приложения значительного количества сил и времени, из-за чего в городских семьях среднего класса и выше распространён наём поваров; в сельской местности еду готовят молодые женщины под руководством пожилых. Приготовление мяса на углях в то же время считается мужской работой. На простых металлических или глиняных мангалах готовят кебабы и сосиски, целого ягнёнка жарят на вертеле, поливая оливковым маслом.
В месяц рамадан, когда от рассвета до заката мусульманам запрещено принимать пищу, алжирцы едят только в тёмное время суток. Первое блюдо дня — финики и стакан молока или йогурта, затем начинается обильная трапеза с такими блюдами как харира (густой бараний суп с крупой и овощами), ягнёнок в таджине с сухофруктами, мёдом и орехами, макруд (выпечка с инжиром) и залеби (джалеби) — жареные в масле очень сладкие пончики с мёдом.
На праздники (рождение ребёнка, обрезание, свадьба) обычно жертвуют ягнёнка. Свадьбы празднуют несколько дней, при этом гостям сервируют богатый стол.
Популярная уличная еда — пончики «сфени», кебабы, сосиска или фрикадельки в булке, шаурма, паэлья, «бастила» (пирог с курицей, яйцом и миндалём), картофель-фри; из уличных напитков распространён чай с мятой и кофе.

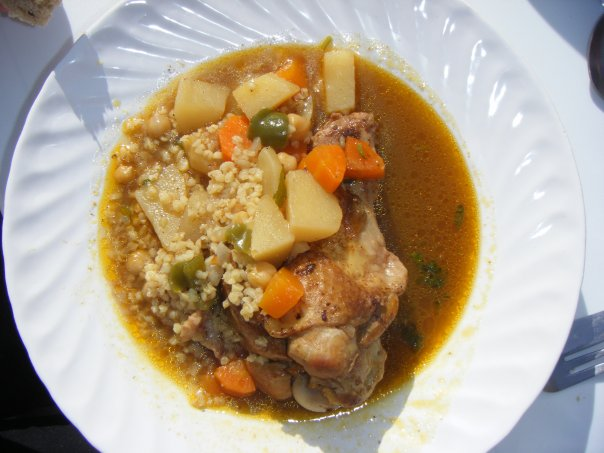
Шурпа с кускусом и ягнёнком
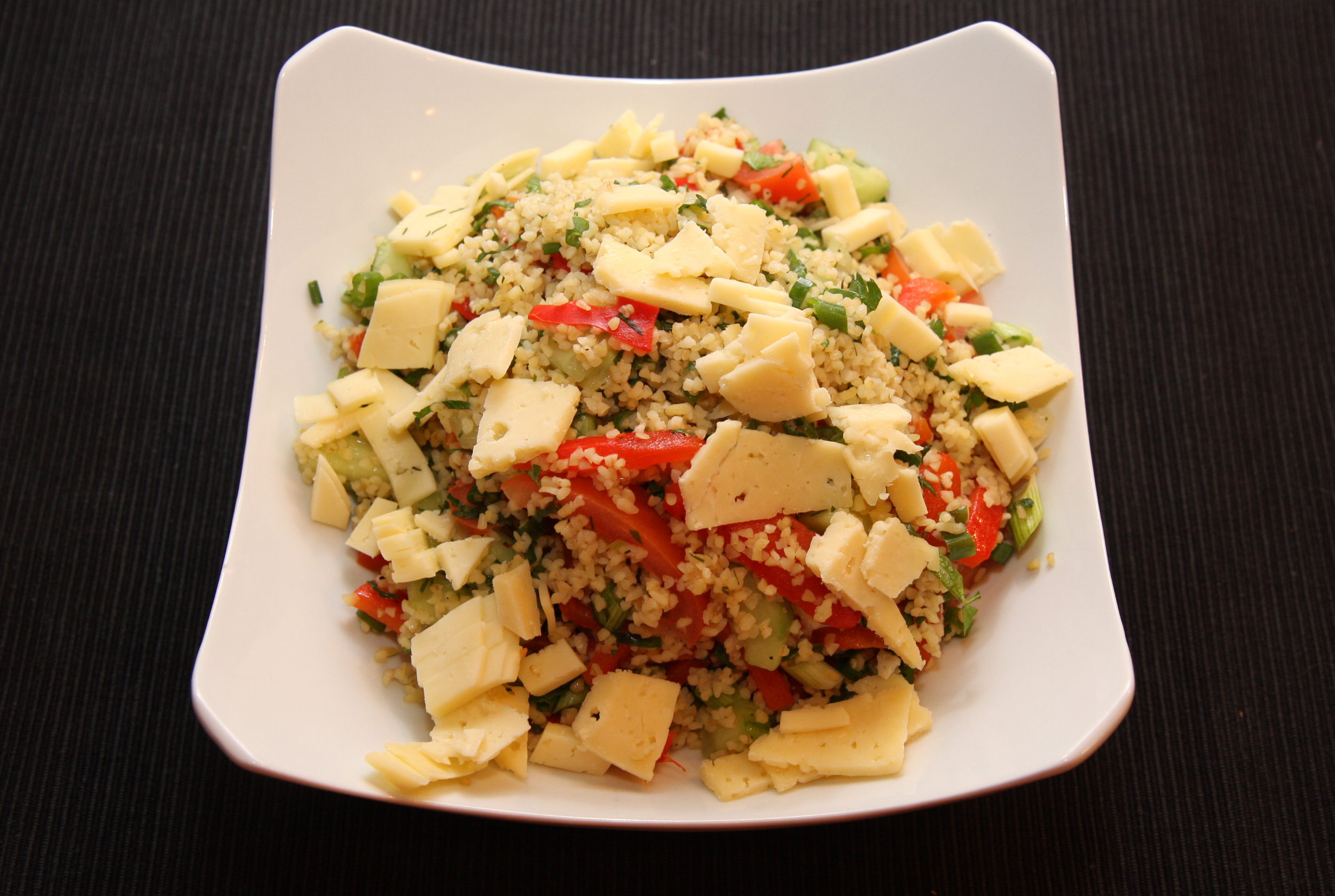
Салат с кускусом, сыром, огурцом и перцем
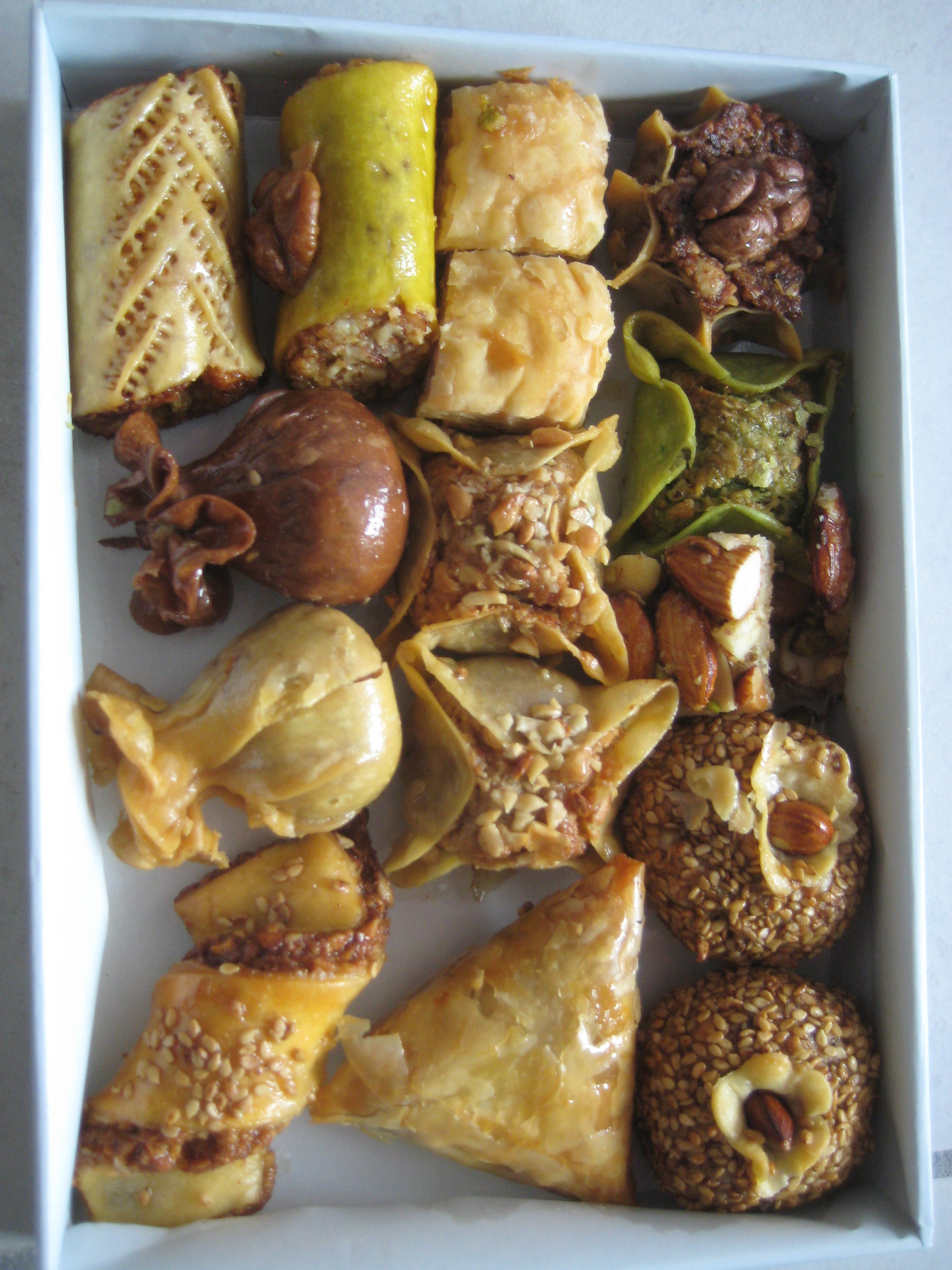
Магрибские сладости

## Приготовление и употребление пищи
Основные методики термической обработки пищи — томление и тушение, а также запекание в кляре или панировке. Два основных типа соусов в алжирской кухни — «красные» и «белые». «Красные» готовят из болгарского перца либо помидоров с приправами и используют с мясом, рыбой, кускусом и овощами; «белые» соусы напоминают французские, однако не содержат молока, только растительное или сливочное масло с луком, либо без него и с сахаром, их добавляют в мясо, кускус, либо (сладкие) в десерты.
Алжир — сильно экономически стратифицированное государство, что проявляется и в кулинарии: богатые часто едят множество различных блюд 4 раза в сутки, заканчивая день плотным ужином, тогда как бедные крестьяне завтракают лепёшками из муки крупного помола и кислым молоком, обедают и ужинают кускусом с небольшим количеством овощей и, часто, несколькими кусочками жареного мяса, либо супом с нутом и ячменём.
Приём пищи обычно происходит на полу, на ковре или подушках, еду часто берут руками, особенно кускус — его считается неприлично есть вилкой, только правой рукой, в крайнем случае — ложкой. Перед праздничной трапезой и гостям подают небольшие закуски.
Национальный алжирский напиток — мятный чай. К столу подают воду в графинах — чистую или с сиропом, к закускам — газированные напитки, кофе варят к завтраку, обеду и после ужина.

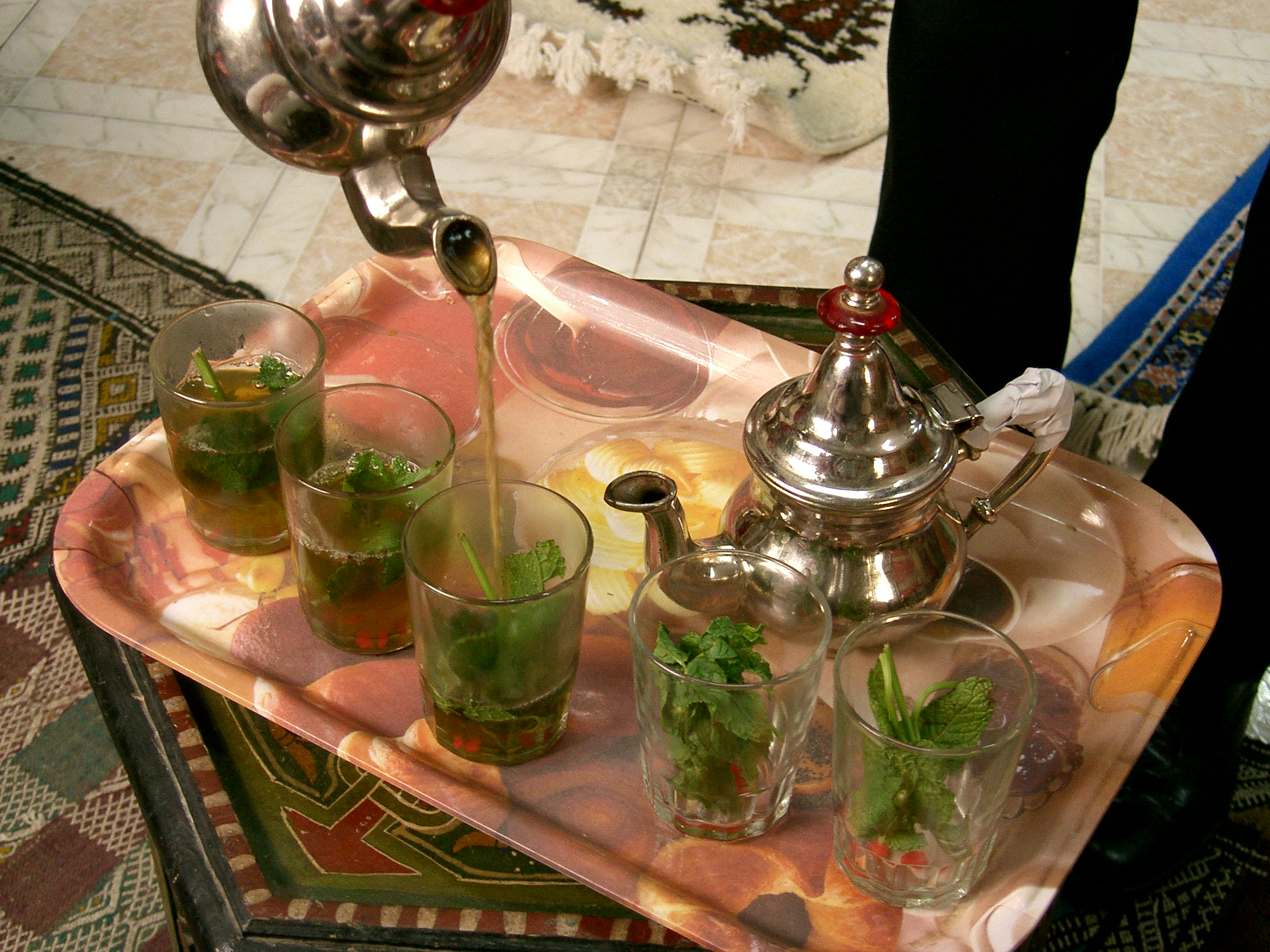
Магрибский мятный чай из Марокко
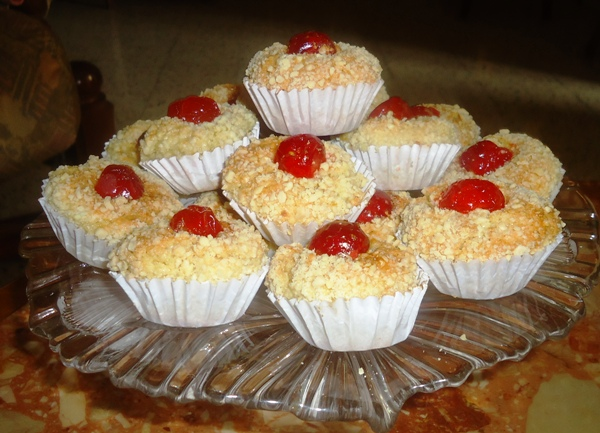
Мшевек[фр.] — пирожное из молотого миндаля, сахара, цитрусовой цедры и яиц
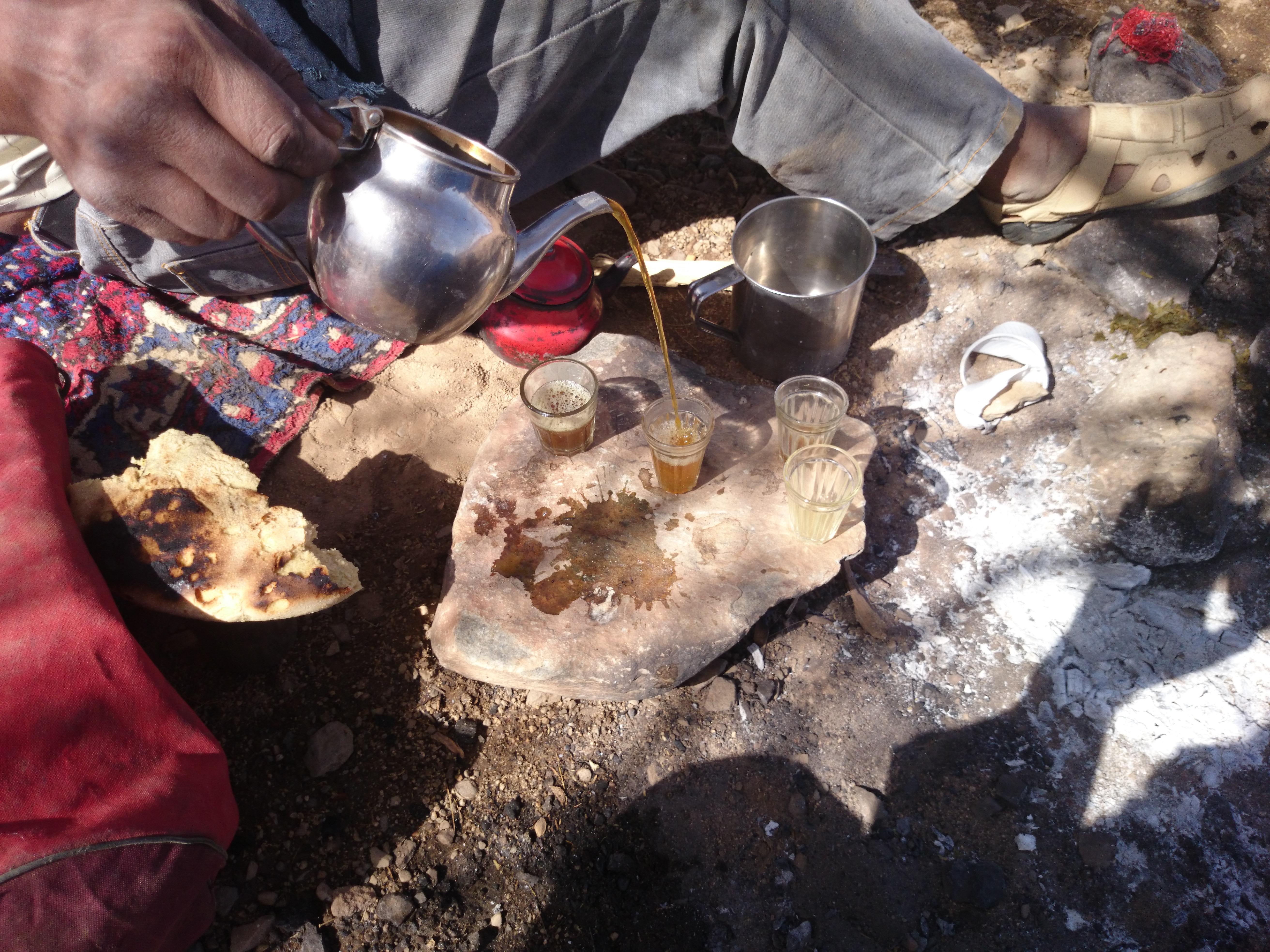
Приготовление мятного чая в пустыне